# مجموعة فنادق راديسون
مجموعة فنادق راديسون (بالإنجليزية: Radisson Hotel Group)‏، هي شركة ضيافة أمريكية متعددة الجنسيات، ويقع مقرها الرئيسي في مينيتونكا في ولاية مينيسوتا، بالولايات المتحدة الأمريكية.
بدأت كوحدة من وحدات شركة كارلسون التي كانت تملك فنادق راديسون وأجنحة كانتري إنز وعلامات تجارية أخرى. وفي عام 1994 وقع كارلسون اتفاقية امتياز مع فنادق ساس العالمية، لتبدأ فنادق ساس في استخدام العلامة التجارية "راديسون ساس" في أسواق أوروبا والشرق الأوسط وأفريقيا.
في عام 2005 استحوذت كارلسون على 25٪ من أسهم فنادق ساس المعروفة في ذلك الوقت باسم ريزيدور ساس. وفي عام 2010 اندمجت مجموعة فنادق ريزيدور لتصبح تابعة ضمن شركات كارلسون. ليتشكل بذلك احد اكبر شركات الفنادق باسم "مجموعة فنادق كارلسون ريزيدور". 
باعت شركة كارلسون في عام 2016 مجموعة فنادق كارلسون ريزيدور إلى أتش أن أيه جروب الصينية، التي أعادة تسمية الشركة إلى اسم "راديسون للضيافة". وفي عام 2018 أعادت أتش أن أيه جروب بيع راديسون إلى تحالف شركات بقيادة شركة الضيافة جين جيانغ انترناشيونال المملوكة للحكومة الصينية. 
تمتلك مجموعة فنادق راديسون وتدير تسع علامات تجارية فندقية وهي: فنادق راديسون كوليكيشن وفنادق راديسون بلو وفنادق راديسون وفنادق راديسون ريد و فنادق راديسون انديفجوالز وفنادق بارك بلازا وفنادق بارك ان راديسون وفنادق وأجنحة كونتري بواسطة راديسون و فنادق بريزاوتل.

## وصلات خارجية
- الموقع الرسمي

لم يتم العثور على روابط لمواقع التواصل الاجتماعي.